# Chiesa di Santa Chiara (Massa)
La chiesa dell'antico complesso monastico di Santa Chiara denominata chiesa di San Giacomo (dal titolo della più antica chiesa demolita definitivamente nel 1806) o chiesa del Carmine è un edificio di culto cattolico situato in via Piastronata a Massa in Toscana. Appartiene alla giurisdizione della parrocchia dei Santi Rocco e Giacomo (Massa Rocca).

## Storia e descrizione
La chiesa, fondata nel 1554 da Taddea Malaspina, figlia di Antonio Alberico II Malaspina, quivi sepolta, si trova ai piedi del castello Malaspina, nei pressi delle mura quattrocentesche. Alla chiesa era annesso un monastero di clarisse, dove molte delle donne di casa Cybo-Malaspina finirono, tra cui la beata Teresa Cybo-Malaspina, figlia del duca Alberico II Cybo-Malaspina.
Nel XVII la chiesa ebbe molto rimaneggiamenti in seguito all'aumento di vocazioni, e ciò portò all'ampliamento del coro, anche per nuove necessità liturgiche. Infatti per privilegio apostolico vi si praticava l'adorazione perpetua del Santissimo Sacramento con dodici suore di giorno e due di notte e per questo la chiesa era detta anche del Corpus Domini.
Per decreto del direttorio della Repubblica Cisalpina le monache furono espulse già nel 1798 ed il convento utilizzato come caserma, funzione mantenuta anche successivamente alla Restaurazione. Demolita nel 1806 la vicina chiesa di San Giacomo, nel 1808 la chiesa di Santa Chiara ne assunse il beneficio parrocchiale.
Al termine della seconda guerra mondiale l'edificio monastico fu minato e quasi totalmente distrutto. L'edificio verteva via via in gravi condizioni di conservazione fino ad essere provvisoriamente chiuso al culto. 
In particolare nell'ultimo decennio del secolo scorso molti interventi di restauro hanno riguardato gli altari policromi, i dipinti e le opere ivi custodite.  A partire dal 2010 sono stati fatti diversi interventi di restauro che ne hanno consentito la riapertura. Restano lo spazio del coro delle monache, oggi usato come sagrestia ma completamente e irrimediabilmente danneggiato, e una porzione di fabbricato nel lato verso mare della chiesa. Il piano più basso dell'edificio distrutto è parzialmente interrato sotto il prato che si trova sul retro della chiesa.
La chiesa conserva ancora la tavola, ora sull'altare laterale destro, con la Madonna del Carmine tra i santi Giacomo, Giovanni Battista, Pietro e Caterina e il beato Simone Angelico, tradizionalmente attribuita a Bernardino Luini, proveniente dalla distrutta chiesa di San Giacomo detta per questa importante opera "del Carmine". In chiesa si custodisce anche una pregevole tela con un  Miracolo di sant'Antonio che predica ai pesci commissionata nel 1660 a Domenico Fiasella dal marchese Alberico II Cybo Malaspina e terminata nel 1662.
La scultura dell' Ecce Homo già in chiesa, è ora custodito ed esposto al Museo diocesano di Massa.

## Presepe meccanico
Nei locali annessi alla chiesa si trova lo storico “Presepe Meccanico della Rocca” con la scenografica capanna in legno di 70 mq che ricrea il reale paesaggio della Palestina con le sue diverse ambientazioni e personaggi nelle loro attività, gli oltre 50 meccanismi di movimento e diversi effetti speciali. Le stelle della sfera celeste sono realizzate, grazie all'aiuto del Gruppo astrofili massesi, in fibre ottiche di lucentezza e composizione conformi alle costellazioni visibili nel periodo natalizio nel nostro emisfero.